# Cristofor Báthory
Cristofor Báthory (în maghiară Báthory Kristóf), (n. 1530, Șimleu Silvaniei, Regatul Ungariei Răsăritene – d. 27 mai 1581, Alba Iulia, Principatul Transilvaniei) a fost voievod al Transilvaniei între anii 1575–1581.

## Galerie de imagini

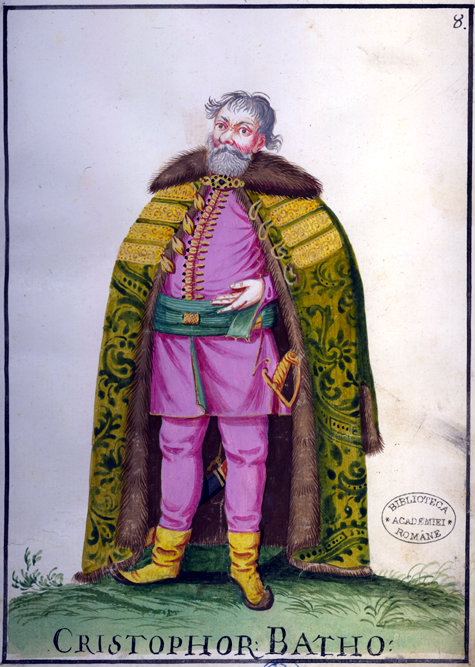
Cristofor Báthory
Blazonul nobiliar al familiei Báthory, de genere Gutkeled